# Économie d'échelle

L'accroissement de la production de Q vers Q 2 provoque une baisse du coût moyen unitaire de C vers C 1

Une économie d'échelle correspond à la baisse du coût unitaire d'un produit qu'obtient une entreprise en accroissant la quantité de sa production. On parlera ainsi d'économie d'échelle si chaque bien produit coûte moins cher à produire lorsque les quantités produites (économies d'échelle par rapport au coût de production) ou vendues (économies d'échelle par rapport au coût de revient) augmentent.
Quoique proche, c'est une notion distincte des rendements d'échelle : les économies d'échelle mettent ici en relation le coût de production unitaire en fonction des quantités produites tandis que les rendements d'échelle mettent en relation les quantités produites en fonction du volume de facteurs mis en œuvre. Un rendement d'échelle croissant correspond ainsi à une économie d'échelle en ce qui concerne le coût de production.

## Enjeux des économies d'échelle

### Économie d'échelle et élasticité prix
Les économies d'échelle sont un enjeu important pour les entreprises, en ceci qu'elles leur permettent d'accroître les gains des apporteurs de capitaux. En effet, si l'entreprise ne modifie pas son prix ceteris paribus (toutes choses égales par ailleurs [des coûts]), elle accroît sa marge bénéficiaire. Si elle baisse son prix, elle verra la demande pour ses produits augmenter, à proportion de l'élasticité-prix de la demande. Les entreprises cherchent ainsi activement à obtenir des économies d'échelle.

### Économie d'échelle et marketing
Les économies d'échelle sont directement liées à la nature de l'activité comme le marketing, car les économies se font à partir de calculs de coûts fixes et du montant des ventes. C'est pour cette raison qu'il est de la coresponsabilité du service marketing de stimuler des offres caractérisées par l'aptitude à générer des économies d'échelle. Les services qui font office de gestion de la qualité sont aussi coresponsables au sein de l'organisation des économies d'échelle mais par l'amélioration du capital immatériel.
Le marketing est souvent initiateur des nouvelles offres. C'est donc sous sa coresponsabilité que naît le coût de production et donc les économies d'échelle. Toutefois, les frais commerciaux ne sont pas inclus dans le coût de production, mais seulement dans le coût de revient. Ainsi, le marketing doit évaluer la couverture des frais fixes avec ou sans frais commerciaux, c'est-à-dire par rapport au coût de revient et au coût de production. Le marketing est particulièrement concerné par le calcul du coût de production par les coûts cibles car il peut être construit à partir d'une étude de marché.
La comparaison du coût de production et du coût de revient permet d'évaluer le prix de l'action du marketing comparé au succès de la vente du produit.

### Urbanisme
Les économies d'échelle sont l'un des trois principes de base de l'économie urbaine avec les externalités et les coûts du transport. Elle est également l'un des principes de la nouvelle économie géographique (NEG).

## Causes des économies d'échelle
Une cause essentielle des économies d'échelle tient dans la présence de coûts fixes (incluant ou non les frais commerciaux) dans toute production économique, comme l'achat d'un siège social, la location d'un bâtiment ou la mise en place d'une infrastructure de réseau. Ainsi, en accroissant le volume de sa production, une entreprise pourra répartir ses coûts fixes sur davantage de produits, ce qui permettra une baisse du coût unitaire, pour autant que les coûts variables unitaires restent inchangés. Par opposition aux coûts fixes, les coûts variables totaux augmentent (ou diminuent) avec les quantités produites. Il y a économie d'échelle lorsque l'entreprise atteint un niveau d'activité tel que l'augmentation de sa production et de ses ventes devient plus importante que celle de ses coûts totaux (fixes et variables). Mais dans la pratique du management des entreprises, le raisonnement n'est pas aussi simple : la fixité des coûts fixes n'est que relative. Ceux-ci peuvent augmenter. Dans le secteur de l'aviation civile, par exemple, à une augmentation du nombre de pièces de rechange et de composants pour avions correspond une augmentation des ateliers de production, d'assemblage et de sites d'entrepôt. L'essentiel des économies d'échelle réside dans l'augmentation du nombre de clients et des ventes.
Par exemple, une entreprise automobile obtiendra d'importantes économies d'échelle si elle répartit le coût de la mise en service d'une chaîne de production sur davantage de voitures, en cas d'augmentation de la production.
Les économies d'échelle sont donc particulièrement importantes dans les secteurs économiques où les coûts fixes sont élevés, comme dans de nombreuses activités fondées sur une infrastructure de réseau (activité ferroviaire, production électrique, etc.) ou impliquant des investissements en recherche et développement élevés (cas de l'industrie aéronautique). Dans certains cas, les économies d'échelle peuvent être si importantes qu'elles conduisent à des situations de monopole naturel.
Il existe d'autres causes à la présence d'économies d'échelle. Ainsi, les entreprises ont souvent la possibilité d'obtenir des conditions commerciales plus avantageuses de la part des fournisseurs de l'entreprise en cas d'accroissement du volume d'achat. Une plus grande taille permet également à l'entreprise d'obtenir des conditions financières plus favorables pour ses emprunts : taux d'intérêt plus faible de la part des banques, accès à une gamme plus large de produits financiers, etc. Par ailleurs, une taille plus importante permet parfois d'améliorer l'efficacité organisationnelle de l'entreprise en accroissant la spécialisation des employés.
Au cours du XXe siècle, l'automatisation des processus de fabrication et la standardisation ont permis des économies d'échelles considérables.

## Outil théorique d'évaluation des économies d'échelle
Les économies d'échelle peuvent être évaluées par l'évolution du coût unitaire (coût de production/nombre de produits ou coût de revient/nombre de produits vendus) entre deux niveaux d'activité différents à structure de production et vente identique.
Un indicateur efficace du dépassement du seuil de rentabilité est :
{\displaystyle (CA-CV)/CF>1}
Avec
{\displaystyle CA} : chiffre d'affaires de l'offre vendue ;
{\displaystyle CV} : coût cible variable de l'offre vendue (ou seulement produite) ;
{\displaystyle CF} : coût cible fixe de l'offre vendue (ou seulement produite).
La comparaison du coût de production et du coût de revient permet d'évaluer la valeur de l'action du marketing dans le succès de la vente du produit.

## Le ratio d’Économie d’échelle
Le ratio d’Économie d’échelle S est égal au rapport entre coût moyen CM et coût marginal Cm :
{\displaystyle S=CM/C_{m}}
De plus il est égal à l'inverse de l’élasticité du coût total CT par rapport à la quantité q :
{\displaystyle \varepsilon (C_{T},q)={\frac {\frac {\Delta (C_{T})}{C_{T}}}{\frac {\Delta (q)}{q}}}={\frac {\Delta (C_{T})}{\Delta (q)}}.{\frac {q}{C_{T}}}=C_{m}.{\frac {1}{CM}}={\frac {C_{m}}{CM}}={\frac {1}{S}}}
donc
{\displaystyle S=1/\varepsilon (C_{T},q)}
Si S > 1 donc {\displaystyle \varepsilon (C_{T},q)<1} le coût total augmente moins que proportionnellement à la quantité produite.

### Économie d’échelle
À l'inverse, si 0 < S < 1 donc {\displaystyle \varepsilon (C_{T},q)>1} le coût total augmente plus que proportionnellement à la quantité produite.